# 스즈키 타츠히사
스즈키 타츠히사(鈴木 達央, 1983년 11월 11일 ~ )는 일본의 성우이다. 소속사는 아임 엔터프라이즈. 지바현 이치카와시에서 태어났으며, 아이치현 오카자키시로 옮겨 자랐다.

## 출연작
※굵은 글자로 표시된 배역은 주역과 메인캐릭터

### TV 애니메이션
2003년
- 디어 보이즈 (이시이 츠토무)

2004년
- 케로로 중사 (야마다 선생님)
- 세인트 비스트 (파루)
- 이니셜 D Fourth Stage (사이토)
- 사랑해 베이비 (츠지야 카즈히로)

2005년
- 솔티 레이 (앤디)
- 타이드라인 블루 (테시오 부장)
- 가이킹 LEGEND OF DAIKU-MARYU (딕 알카인)
- 작안의 샤나 (위네)
- 클러스터 엣지 (크롬단 1호)

2006년
- 러브돌~Lovely Idol~ (니시자와 유지)
- 수퍼 멍멍이 레츠고 태피 (리니어)

2007년
- 작안의 샤나 2 (위네)
- 노다메 칸타빌레 (하시모토 요헤이)
- 완간 미드나이트 (카미야 마키)
- 수잔기공 단크가 노바 (카문 사쿠야)
- 해피해피 클로버 (챠라쿠 씨)

2008년
- 도서관 전쟁 (테즈카 히카루)
- 포켓몬스터 다이아몬드&펄 (쥰[용식])
- 흑집사 (드루이트 자작)

2009년
- 하늘의 유실물 (스가타 에이시로)

2010년
- 수호천사 히마리 (마사키 타이조)
- 바보와 시험과 소환수 (사카모토 유우지)

2011년
- BLOOD-C (토키자네 신이치로)

2012년
- 쿠로코의 농구 (타카오 카즈나리)
- 옆자리 괴물군 (요시다 하루)
- 세인트 세이야 오메가 (하루토)

2013년
- Free! (타치바나 마코토)
- 서번트 x 서비스 (하세베 유타카)
- 경계의 저편 (나세 히로오미)
- 노래하는 왕자님 진심 LOVE 2000% (쿠로사키 란마루)

2014년
- 노부나건 (잭)
- 호오즈키의 냉철 (한치 동자)
- Free! Etenal Summer (타치바나 마코토)
- 우리 집의 욕조사정 (타카스)
- 일곱 개의 대죄 (반)

2015년
- 종말의 세라프 (히이라기 신야)
- 디아볼릭 러버즈 (무카미 유마)

2016년
- 프린스 오브 스트라이드 얼터너티브 (세노 타스쿠)

2017년
- 블렌드•S (아키즈키 코요)

2018년
- 죠죠의 기묘한 모험 5부 (프로슈토)

### 극장판
- 초극장판 케로로 중사 (야마다 선생)
- 공각기동대 어라이즈 보더 : 3 고스트 티어즈 (호세)
- 하늘의 유실물 : 영원한 나의 새장
- 경계의 저편 : I'LL BE HERE 과거편
- 경계의 저편 : I'LL BE HERE 미래편
- Free! Starting Days :: High Speed! (타치바나 마코토)
- Free! The Movie - Timeless Medley - The Bond (타치바나 마코토)
- Free! The Movie - Timeless Medley - The Promise (타치바나 마코토)
- Free！ -Take Your Marks- (타치바나 마코토)
- 흑집사: 북 오브 더 아틀란틱
- 극장판 쿠로코의 농구 라스트 게임 (타카오 카즈나리)
- 극장판 일곱 개의 대죄: 천공의 포로 (반)
- 극장판 여성향 게임의 파멸 플래그밖에 없는 악역 영애로 환생해버렸다... (앨런 스티아트)
- 얼터드 카본: 리슬리브 (켄(타케시 코바야시))
- 한마 바키 VS 켄간 아슈라 (토키타 오우마)

### 게임
2007년
- VitaminX (츠바사 마카베)
- VitaminX Evolution (츠바사 마카베)
- Crimson Empire (브라이언=카페라)

2009년
- VitaminZ (츠바사 마카베)
- Lucian Bee's (반 카이엔)
- Crimsn Royal (브라이언=카페라)
- Scared Rider XechS (코마에 크리스토프 요우스케)

2013년
- 노래의 왕자님 all star (쿠로사키 란마루)

2016년
- 쿠로코의 농구 CROSS COLORS (타카오 카즈나리)
- 하얀고양이 프로젝트(네모 카노푸스)

2019년
- 일곱 개의 대죄 GRAND CROSS (반)

### OVA
2005년
- 세인트 비스트 ~수천의 낮과 밤 편~ (파루)

2006년
- 작안의 샤나 SP 사랑과 온천의 교외학습

### 특촬물
2012년
- 특명전대 고버스터즈 (우사다 레타스)

### 드라마 CD
[드라마cd]신선조 묵비록 물망초 - 오키타 소지
[드라마cd]신선조 혈혼록 물망초 - 오키타 소지
[드라마cd]신선조 비익록 물망초 - 오키타 소지
[드라마cd]오즈와 비밀의 사랑 - 텐마
[드라마cd]√HAPPY+SUGAR=DARLIN - 사토우(곰인형)